# Cicadella
Cicadella — рід цикадок із ряду клопів.

## Види
До роду відносять такі види:
- Cicadella lasiocarpae Ossiannilsson, 1981
- Cicadella longivittata (OG Costa, 1834)
- Cicadella lunulata (OG Costa, 1834)
- Cicadella transversa (OG Costa, 1834)
- Cicadella viridis (Linnaeus, 1758) — цикадка зелена